# تود كريستنسن
تود كريستنسن (بالإنجليزية: Todd Christensen)‏ هو منافس ألعاب قوى أمريكي، ولد في 3 أغسطس 1956 في بيلفونتي في الولايات المتحدة، وتوفي في 13 نوفمبر 2013 في موراي في الولايات المتحدة.

## وصلات خارجية
- تود كريستنسن على موقع مرجع كرة القدم المحترفة.كوم (الإنجليزية)
- تود كريستنسن على موقع IMDb (الإنجليزية)
- تود كريستنسن على موقع قاعدة بيانات الفيلم (الإنجليزية)